# ハインリヒ・フォン・ブラント
ハインリヒ・フォン・ブラント（Heinrich von Brandt、1789年8月2日 - 1868年1月23日）は、プロイセンの将軍で、三兵戦術などの軍事関連書物の著作者。息子のマクシミリアンは不平等条約の日普修好通商条約の交渉団であり、初代駐日プロイセン領事。

## 経歴

### 軍歴
ベルリンで法律を学んだ後、1807年に陸軍に入った。しかしティルジットの和約でプロイセン領土が分割されワルシャワ公国が成立すると、ポズナン生まれのハインリヒはワルシャワ公国の国民となった。そこで、第五次対仏大同盟軍とスペインで戦い、またナポレオンの1812年ロシア戦役にも参加した。1813年のライプツィヒの戦いで負傷し、ロシア軍の捕虜となったが、後にポーランド軍に編入された。1816年に再びプロイセン陸軍に復帰し、参謀本部の一員となった。1831年のポーランドの11月蜂起ではプロイセンはロシアに好意的な中立の立場を取り、プロイセン・ポーランド国境を封鎖し、軍事物質のポーランドへの流入を阻止したが、ハインリヒもそれに参加した。1848年のポーランド蜂起の際は、この鎮圧を助けている。1857年に退役、最終階級は歩兵大将であった。

### 政治家としての経歴
1849年にプロイセン上院議員に選出され、1850年にはエルフルト同盟の国会議員となった。

## 著作
- Geschichte des Kriegswesens (Berlin, 1830-35)
- Grundzüge der Taktik der drei Waffen (1833)
  - 高野長英により、オランダ語版から『三兵答古知幾（さんぺいたくちき）』として1850年に重訳された
- Der kleine Krieg (2d ed, 1850)

## 家族
息子のマックス・フォン・ブラントはドイツの著名な極東外交官で、初代の駐日プロイセン領事（後ドイツ帝国公使）、駐清公使などを歴任した。マックスは1860年に日普修好通商条約の交渉のためにフリードリヒ・アルブレヒト・ツー・オイレンブルクと共に来日しているが、その際に交渉相手の外国奉行堀利煕からハインリヒ・フォン・ブラント（歇印里布風貌郎度多）の親戚かと聞かれ、息子だと答えたところ、後に『三兵答古知幾』の写本を贈呈されている。

## 参考資料
- Rines, George Edwin, ed. (1920). "Brandt, Heinrich von" . Encyclopedia Americana (英語). This work in turn cites:
  - Aus dem Leben des General Brandt, a work by his son (2 vols., Berlin, 1882)
- Gilman, D. C.; Peck, H. T.; Colby, F. M., eds. (1905). "Brandt, Heinrich von" . New International Encyclopedia (英語) (1st ed.). New York: Dodd, Mead.
- 臼井隆一郎著『榎本武揚から世界史が見える』PHP研究所（2005年）。 ISBN 9784569638515